# تسنغ تشون هسين
تسنغ تشون هسين ويعرف أيضاً بجيسون تسنغ  هو لاعب كرة مضرب تايواني ولد في 8 أغسطس 2001.

## روابط خارجية
- تسنغ تشون هسين على موقع رابطة محترفي التنس (الإنجليزية)
- تسنغ تشون هسين على موقع الاتحاد الدولي لكرة المضرب (الإنجليزية)
- تسنغ تشون هسين على موقع كأس ديفيز (الإنجليزية)
- تسنغ تشون هسين على موقع خلاصة التنس.كوم (الإنجليزية)
- تسنغ تشون هسين على موقع أوليمبيديا (الإنجليزية)